# کودکان کار در کامبوج

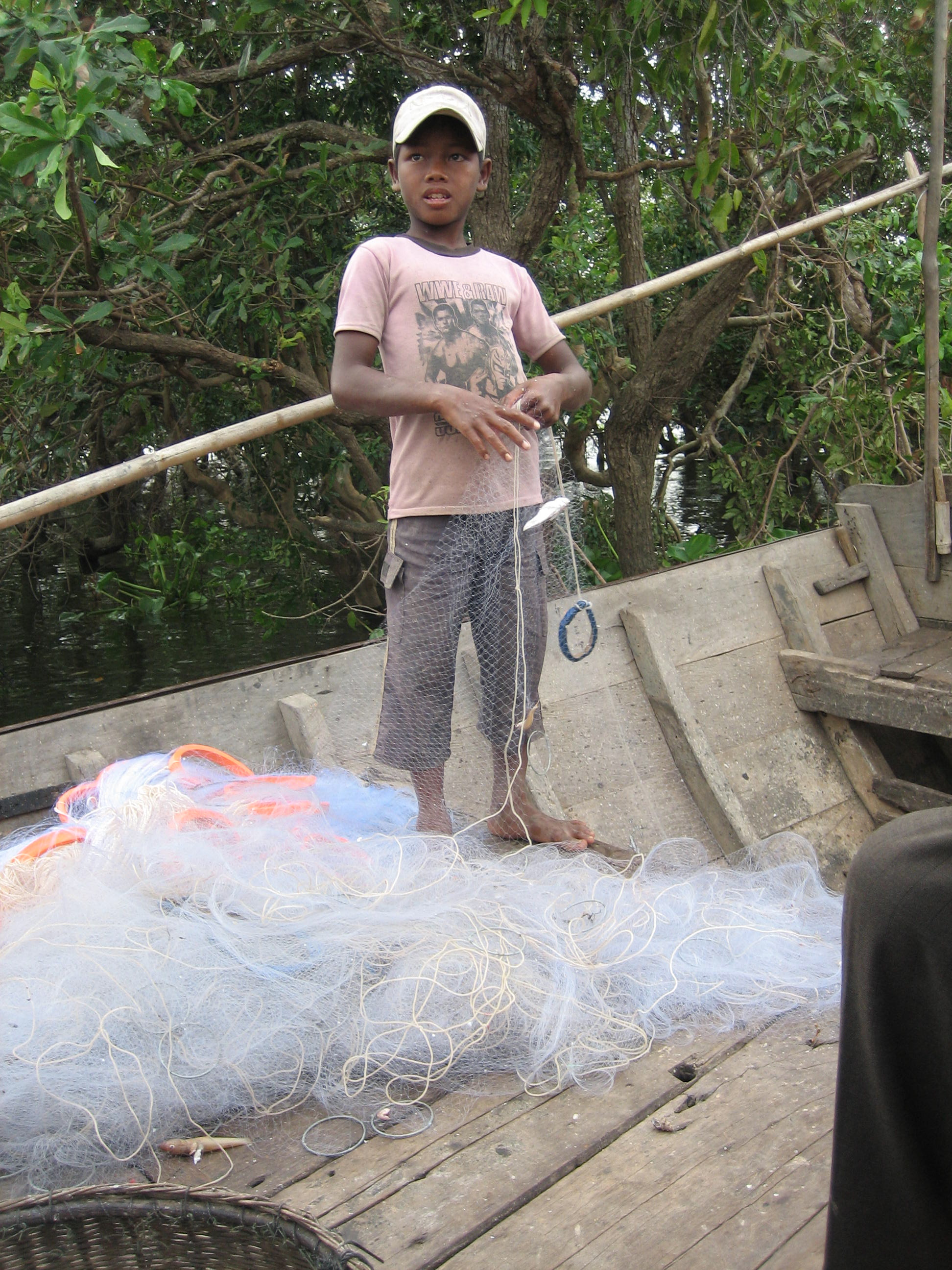
یک کودک کار در کامبوج

کودکان کار در کامبوج (انگلیسی: Child labour in Cambodia) در رابطه با بکارگیری تمام وقت کودکانی که زیر سن قانونی هستند بحث می‌کند.
دولت کامبوج حداقل سن کودک برای کار را ۱۴ سال مشخص کرده‌است. با این حال در سال ۱۹۹۸ سازمان بین‌المللی کار ILO آمار داد که در این کشور ۲۴٫۱٪ کودکان بین ۱۰ تا ۱۴ ساله در فعالیت‌های اقتصادی بکار گرفته می‌شوند؛ و بسیاری از این کودکان برای ساعت‌های طولانی در کار هستند و در سال ۲۰۰۰ گزارش توسعه انسانی کامبوج اعلام کرد که تقریباً ۶۵۰۰۰ کودک ۵ تا ۱۳ ساله ۲۵ ساعت در هفته در گیر کارهستند و به مدرسه نمی‌روند.. صندوق حمایت از کودکان سازمان ملل متحد، یونیسف UNICEF تصریح می‌کند که خردسالانی که کار می‌کنند شانس رفتن به مدرسه را از دست می‌دهند، لذا ضرورت دارد که از بکار گیری کودکان جلوگیری شود. هرگاه کودکان به مدرسه نروند، آن‌ها از دانش و مهارتهای ضروری برای توسعه ملی محروم می‌گردند. نداشتن آموزش و مهارتهای حیاتی برای زندگی، کودک را در مقابل سوء استفاده و استثمار آسیب‌پذیر می‌کند، و موجب می‌شود فقر موجود در خانواده ادامه یابد؛ و در نتیجه کمبود آموزش تولید ملی هم کاهش می‌یابد و موجب عقب نماندن رشد اقتصادی کشور خواهد شد.

## وضعیت کودکان کار
افزایش تعداد کودکان کار بر رشد و پیشرفت اقتصادی کشور تأثیر می‌گذارد. برای مثال: تقاضای زیاد در صنایع ساختمانی موجب جذب کودکان کار در کارخانه‌ها و کوره‌های آجرپزی می‌شود، که به محروم شدن بيشتر آن‌ها از تحصیل و رفتن به مدرسه می‌شود. در یک نمونه گیری که سازمان بین‌المللی کارILO در سال ۲۰۰۳ انجام داد مشخص شد که از هر ده کودک ۷ ساله به بالا در پایتخت، یک نفر درگیر کار در مشاغل خانگی هست. کودکانی هم که هنوز توان کار میدانی را ندارند به آشغال گردی برای امرار معاش روی می‌آورند. آن‌ها در آشغالها بدنبال پیدا کردن چیزی که قابل فروش و تبدیل به پول باشد می‌گردند. بقیه هم در خیابانها ولگردی می‌کنند. جهانگردان نقش مهمی در کار اینگونه کودکان کار بازی می‌کنند، زیرا آن‌ها خیلی دوست دارند که از آن‌ها چیزی بخرند، که موجب می‌شود کودکان بیشتری به این کارها تشویق شوند. این مقوله کودکان را در خیابان بیش از محیط مدرسه آسیب‌پذیر می‌کند. گرچه نظریه‌ای هم وجود دارد که خرید کردن از کودکان فروشنده بهتر از این است که آن‌ها به سمت کارهای خطرناک روی بیاورند. یکی از عواقب به کار گیری کودکان در کارها، عدم دسترسی آن‌ها به خدمات پایه‌ای، و به‌طور مشخص آموزش و پرورش و خدمات پزشکی است. یک بررسی که اداره حقوق کودکان لیگ کامبوج برای توسعه و دفاع از حقوق بشر (0LICADHO)
انجام داد مشخص شد که در بین ۴۰۰ کودک بین ۵ تا ۱۷ ساله که با آشغال گردی امرار معاش می‌کردند، فقط ۳۵٪ آن‌ها به مدرسه می‌رفتند. کار کودک او را در معرض بیماری‌های گوناگون قرار می‌دهد. برای مثال حمل بار سنگین موجب بازدارندگی رشد کودک می‌شود. یا تماس کودکان اشغال گرد با اجسام تیز و آلوده و تردد وسائط نقلیه آن‌ها را در معرض آسیب قرار می‌دهد. مشکلات دیگر اینگونه کودکان عبارتند از کار طولانی مدت، بیماریهای ریوی و پوستی، کزاز خطرناک، آسیبهای استخوانی و مفاصل می‌باشد. از آنجا که آثار اقتصادی و اجتماعی این پدیده در بلند مدت ظاهر می‌شود، لذا هشدار و آگاه کردن جامعه نسبت به کار کودکان اهمیت پیدا می‌کند.

## اقدامات انجام شده
دولت کامبوج کنوانسیون حداقل سن (C138) را در سال ۱۹۹۹ و کنوانسیون بدترین اشکال کار کودکان(C182) را در سال ۲۰۰۶ امضا کرده‌است. این دو کنوانسیون توسط سازمان بین‌المللی کار ILO مورد قبول واقع شده‌اند. دولت کامبوج در همکاری با سازمانهای غیردولتی NOG و نمایندگی سازمان ملل متحد UN با پدیده کار کودکان برخورد می‌کند. یکی از کمک کاران، وزارت کار ایالات متحده است. از سال ۲۰۰۱ این اداره برنامه بین‌المللی مربوط به سازمان بین‌المللی کار ILO در رابطه با از بین بردن کار کودکان را پایه‌گذاری کرد، تا الزامات آموزشی و خدمات ضروری دیگر جهت کودکانی که در معرض استثمار کاری هستند را فراهم کند. در کامبوج در این موارد تا اندازه‌ای پیشرفت وجود داشته‌است. در سال ۲۰۰۸ تعداد ۲۰۰۰ کودک در صنایع نمک در استان کامپوت Kampot کار می‌کردند. در سال ۲۰۱۰ این رقم به ۲۵۰ کاهش یافت. در عین حال گزارش سال ۲۰۱۱ وزارت کار ایالات متحده می‌گوید: ۱۱ نوع کالا به وسیلهٔ کودکان کار در کامبوج تولید می‌شود.